# Menidia beryllina
Menidia beryllina (Cope, 1867) é uma espécie de pequenos peixes da região neotropical pertencente à família Atherinopsidae da ordem dos Atheriniformes. A espécie é nativa do leste da América do Norte, mas está naturalizada na Califórnia, ocorrendo nos estuários, rios e ribeiros, mas estando também presente nas águas costeiras da costa atlântica dos Estados Unidos.

## Notes
1. ↑  «Menidia beryllina» (em inglês). ITIS (www.itis.gov). Consultado em 18 de Abril de 2006.